# Old Dominion
Old Dominion es una banda de música country de cinco miembros formada en Nashville, Tennessee. La banda está compuesta por Matthew Ramsey (voz principal), Trevor Rosen (guitarra, teclados), Whit Sellers (batería), Geoff Sprung (bajo) y Brad Tursi (guitarra). Su música es un país contemporáneo con instrumentos de rock, y tiene connotaciones pop y hip hop. Lanzaron su primer EP homónimo en 2014, seguido de su álbum debut, Meat and Candy en RCA Records Nashville, que incluye los sencillos «Break Up with Him», «Snapback» y «Song for Another Time».

## Discografía

### Álbumes de estudio
- Meat and Candy (2015)
- Happy Endings (2017)

### EP
- It Was Always Yours (2012)
- Old Dominion (2014)

### Sencillos
- «Shut Me Up» (2014)
- «Break Up with Him» (2015)
- «Snapback» (2016)
- «Song for Another Time» (2016)
- «No Such Thing as a Broken Heart» (2017)
- «Wirtten in the Sand» (2017)

### Videos musicales
| Año  | Video                             | Director(es)       |
| ---- | --------------------------------- | ------------------ |
| 2014 | «Shut Me Up»                      | Marcel Chagnon     |
| 2015 | «Break Up with Him»               | Steve Condon       |
| 2015 | «Break Up with Him» (live)        | David Poag         |
| 2016 | «Snapback»                        | Steve Condon       |
| 2016 | «Song for Another Time»           | Steve Condon       |
| 2017 | «No Such Thing as a Broken Heart» | Trey Fanjoy        |
| 2017 | «Be with Me»                      | Nathan "Karma" Cox |

## Giras musicales
Telonero
- Spread the Love Tour (2016) con Kenny Chesney
- Home Team Tour (2017) (Select Dates) con Thomas Rhett